# NGC 1375
NGC 1375 是天炉座的一個星系。